# Carlo Zino Thomsen
Carlo Zino Thomsen (* 18. Februar 1860 in Bergen, Norwegen; † 22. März 1941) war ein überwiegend in Hamburg ansässiger Privatbankier und Kunstsammler. Seine Geschäftstätigkeit und Investitionen übte er vor allem in Zentralamerika, besonders Guatemala, im Bereich Kaffee aus.

## Leben
In jungen Jahren ging er nach Guatemala und beteiligte sich dort an verschiedenen Eisenbahnprojekten. 1885 war er Vize-Konsul in Chalchuapa. Um 1887 kam er nach Hamburg. Hier gründete er die Privatbank Carlo Z. Thomsen, die Bank- und Kommissionsgeschäfte sowie Im- und Exporthandel mit Zentralamerika betrieb. 1888 heiratete er in Hamburg Marie Elisabeth Held (* 1868 in Stuttgart), mit der er die Kinder Oswald H., Carlo Zino, Hans (* 1891) und Beatrice Elisabeth hatte.
Thomsen war auch Inhaber der im Handel mit Guatemala tätigen Firma Müller & Thomsen. Als 1889 die Guatemala-Plantagen-Gesellschaft entstand, konstituierte sich am 23. November die Hanseatische Plantagen-Gesellschaft Guatemala-Hamburg. Den Vorstand bildeten 1890/91 die Kaufleute Thomsen und Carl Gustav Louis Müller. Zusammen mit Investor Robert Valentin Kleinschmidt erwarben Müller & Thomsen die Finca Cerro Redondo in Barberena, Departamento Santa Rosa. Kleinschmidt übernahm sie 1895 als Alleinbesitzer. Müller & Thomsen war in der Zeit einer der größten Abnehmer guatemaltekischen Kaffees. Mit einer Million finanzierten sie 1894 den Bau der Eisenbahnlinie von Cobán zum Hafen von Livingston durch die Compañia de Agencias y Transportes del Norte mit.
1912 wurde Konsul Thomsen Aufsichtsratsmitglied in der in Wandsbeck gegründeten Herzoglich Schleswig-Holsteinischen Kakaokulturen-Gesellschaft. Seinerzeit wurde sein Vermögen auf 2,1 Millionen Mark geschätzt. Er war auch  stellvertretender Aufsichtsratsvorsitzender der Hamburger Kautions-Vereinigung AG und Aufsichtsratsmitglied der Albingia-Versicherungsgesellschaft.
Spätere Mitinhaber seiner Privatbank waren Oswald H. Thomsen und Friedrich Wilhelm „Fritz“ Seiler. Letzterer hatte sich seit Beginn der 1930er Jahre als Koordinator für zahlreiche Sanierungs- und Finanzierungsprojekte innerhalb der Schiffsbau-, Fahrzeug- und Flugzeugindustrie einen Namen gemacht.
Thomsen stellte 1917 für die „Ausstellung von Werken neuerer Kunst aus Hamburger Privatbesitz“ ein Interieur von Edvard Munch zur Verfügung. Seine umfangreiche Sammlung von 36 Gemälden, darunter Werke von Gustave Courbet, Max Liebermann, Claude Monet, Pierre-Auguste Renoir und Max Slevogt, wurde 1942 unter seinen Erben aufgeteilt.